# Opuntia chihuahuensis
Opuntia chihuahuensis ist eine Pflanzenart in der Gattung der Opuntien (Opuntia) aus der Familie der Kakteengewächse (Cactaceae). Das Artepitheton chihuahuensis verweist auf das Vorkommen der Art mexikanischen Bundesstaat Chihuahua.

## Beschreibung
Opuntia chihuahuensis wächst niedrig strauchig und bildet breite Gruppen. Die grünlich gelben verkehrt eiförmigen Triebabschnitte sind 10 bis 15 Zentimeter lang. Die konischen Blattrudimente sind bis zu 9 Millimeter lang. Die kleinen Areolen stehen 2 bis 4 Zentimeter voneinander entfernt. Die ein bis drei abstehenden und manchmal wenig abgeflachten Dornen sind dunkel und erreichen eine Länge von 4 bis 6 Zentimeter. Gelegentlich werden sie von ein bis zwei weißen Dörnchen begleitet.
Die gelben, an ihrer Basis rötlichen Blüten sind 6 bis 7 Zentimeter lang. Die roten oder gelblichen Früchte sind birnenförmig und weisen eine Länge von 1 bis 4 Zentimeter auf.
Die Chromosomenzahl beträgt 2n = 22.

## Verbreitung und Systematik
Opuntia chihuahuensis ist in den mexikanischen Bundesstaaten Sonora, Chihuahua, Durango und Zacatecas verbreitet.
Die Erstbeschreibung erfolgte 1909 durch Joseph Nelson Rose. Ein nomenklatorisches Synonym ist Opuntia phaeacantha var. chihuahuensis (Rose) Bravo (1974).

## Nachweise